# 西澤昭男
西澤 昭男（にしざわ あきお、1942年 ‐ ）は、日本の教育・メディア分野の実業家。映画監督としての活動もある。東京都出身。座右の銘は「自燈明」。

## 人物、略歴
京都大学文学部美学美術史学科卒。3年間大学院に在籍。
1976年に大阪で株式会社能力開発センター（現ワオ・コーポレーション）を設立。現在は、 学習塾・予備校・資格スクールの運営など、幼児から社会人までを対象とした教育事業を全国で展開している。
また、同子会社として、2000年に株式会社ワオネット（在宅教育サービスの企画・開発）を設立、同じく2000年に株式会社ワオワールド（アニメーション・CG等の企画・制作）を設立する。
2000年のアニメーション制作会社ワオワールド設立を機に、自ら脚本も手がけながら映画監督としての活動を本格化。2004年に劇場用長編アニメーション第1作『NITABOH 仁太坊-津軽三味線始祖外聞』、2006年に第2作『ふるさと-JAPAN』、2009年に第3作『8月のシンフォニー ―渋谷2002〜2003』をロードショー公開。3作品とも海外映画祭で一定の評価を得る。『NITABOH』はBS日テレで、『8月のシンフォニー』BSフジで、テレビでも放送された。また、初の実写作品となるドキュメンタリー映画も制作中。
2010年9月現在、ワオグループの
1. 株式会社ワオ・コーポレーションの代表取締役会長[1]
2. 株式会社アートスタッフの取締役会長[2]
3. 株式会社ワオネットの取締役会長[3]
4. 株式会社ワオワールドの取締役会長[4]

を務めている。
2011年 - 株式会社アートスタッフ、株式会社ワオネット、株式会社ワオワールドの合併統合による廃止にともない、株式会社ワオ・コーポレーションの代表取締役会長兼社長に就任。

## 監督作品

### 劇場用長編アニメーション
- NITABOH 仁太坊-津軽三味線始祖外聞（2004年公開）
  - 第10回ソウル国際アニメーションフェスティバル「SICAF2006」 長編映画部門グランプリ受賞[5]
  - 第11回リヨン-アジア映画祭 観客によるベストアニメ映画賞第1位[5]
  - 第7回リール・ツー・リアル国際青少年映画祭 世界の子どもたちが選ぶベストピクチャー賞[5]
- ふるさと-JAPAN（2006年公開）
  - 第12回リヨン-アジア映画祭 アニメーション部門&子ども部門 Wグランプリ受賞[6]
- 8月のシンフォニー -渋谷2002〜2003（2009年夏公開）[7]
  - シンガーソングライター川嶋あいの伝記映画。

### ドキュメンタリー映画
- ギュメ寺は祈っている（2008年）
  - インド・フンスールにあるチベット密教の寺・ギュメ寺で修業に励む僧侶たちと、この寺の再興をサポートする日本人・平岡英信（清風学園理事長）を描く。